# (36924) 2000 SA212
2000 SA212 (asteroide 36924) é um asteroide da cintura principal. Possui uma excentricidade de 0.10000650 e uma inclinação de 9.86641º.
Este asteroide foi descoberto no dia 25 de setembro de 2000 por LINEAR em Socorro.